# Atelophragma
Atelophragma là một chi thực vật có hoa trong họ Đậu.